# 신화는 없다
《신화는 없다》는 이명박이 쓴 자서전 성격의 수필로 1995년 발간되었다. 2007년 12월 말 기준으로 117쇄에 60만 부가 팔렸다.
그는 이 책에서 가난한 어린 시절을 보낸 뒤 주경야독으로 고려대학교에 입학하고, 6·3 사태의 주동자 중 한 명이 되었다가, 20대에 현대건설에 입사한 뒤 30대에 사장, 40대에 회장 그리고 50대에 국회의원이 되기까지의 과정을 서술하고 있다. 2012년에는 카자흐스탄에서 카자흐어로 번역, 출간되었다.

## 차례
- 책머리에
- 제1장 현대를 떠난 까닭은? 
  - 서귀포에서 내린 결단
  - 명예회장의 최후 통첩
  - 망해도 내가 망한다
  - 세 번의 만류
  - 의리의 상황 논리
  - 현대에서의 마지막 임무
  - 아무것도 받지 않았다
  - 같이 일해 봅시다
- 제2장 나의 스승은 가난과 어머니 
  - 아버지의 진짜 덤
  - 여름날 아침의 쌕쌕이
  - 팔이 긴 아이
  - 음식 얻어먹으면 혼날 줄 알아
  - 고등학교 입학 공방
  - 겨울에도 밀짚모자를 쓰는 소년
  - 가출과 기도
  - 포항 달동네에서 이태원 판자촌으로
  - 청계천 헌책방의 진학 상담 선생님
  - 임마, 이런 몸은 군대에서도 안 받아 줘
  - 촌놈의 도전
  - 6.3 시위 주동자
  - 나를 거듭나게 한 서대문 형무소
  - 아, 어머니
- 제3장 일을 장악하라 
  - 입사를 방해하지 마라
  - 건설은 창조라고 생각합니다
  - 고참 소장과 신출내기 사원의 한판
  - 타이 금고 사건
  - 그럼, 자네 혼자 해먹었나?
  - 밤에 화장하라
  - 불도저로 밀어 버린 청와대 지시
  - 청운동 사모님
  - 우리같이 큰 회사가 어떻게 집 장사를 하나?
- 제4장 서른다섯 살짜리 사장 
  - 그래, 실컷 울어라
  - 당신이 사장을 맡지
  - 경쟁
  - 월급쟁이 사장과 회장 아들
  - 압구정동 현대 아파트 바람
  - 상처와 역전
  - 박정희 대통령과의 마지막 만남
- 제5장 강한 자는 우회하지 않는다
  - 하, 이거 곤란한 사람이네
  - 피눈물을 흘리다
  - 신 군부와 전경련 회장
  - LNG 저장 시설 입찰의 어이없는 참패
  - 영광 원자력 발전소 전면전
- 제6장 세계를 달리며
  - 와하브 시장과 이라크 상륙 작전
  - 혁명 정부 형제들의 환대를 받고
  - 이라크의 포니 픽업
  - 바그다드 엑소더스
  - 열네 시간의 전쟁
  - 말레이시아의 보석 마하티르 수상
  - 수상의 엉덩이는 더 큽니까?
  - 마르코스와 이멜다의 싸움
  - 20년 만에 지킨 약속
  - 잊을 수 없는 사람들
- 제7장 사장처럼 생각하고 과장처럼 뛰어라
  - 인생 선배로서 하는 얘기요
  - 먼저 월급을 받아야 할 사람
  - 경쟁 상대는 기업주
  - 직위와 권위
  - 우리 사장은 밤에 잠도 안 자나?
  - 일에 적성을 맞춰라
  - 직장 상사 때문에 괴롭습니다
  - 일과 시간을 장악하라
  - 토요일에도 정장을
  - 만성 간염과 싸우다
- 제8장 이 회장도 가정이 있습니까? 
  - 공동묘지의 메이퀸
  - 이명박이 세컨드와 산다
  - 드라마 속의 그 여자
  - 못생긴 얼굴 콤플렉스
  - 아빠의 비결
  - 나 내일부터 걔네 차 안 타
  - 돈 버는 법, 돈 쓰는 법
- 제9장 북방을 보라, 미래가 있다
  - 신천지를 찾아서
  - 서광이 보입니다
  - 보드카로 녹인 북극 빙하
  - 시베리아 천연가스를 한국으로
  - 고르바초프 미로 찾기
  - 신고구려 시대의 출발지, 연해주
  - 북한을 열어야 21세기가 열린다
- 글을 마치며(에필로그)